# Rosa Leveroni
Rosa Leveroni i Valls (Barcelona 1 de abril de 1910 - Cadaqués 4 de agosto de 1985) fue una poetisa española ligada a la resistencia cultural catalanista del período franquista.
Se tituló como bibliotecaria en la Escuela de Bibliotecarias de Barcelona y se licenció en Filosofía y Letras en la Universidad de Barcelona. Fue discípula de Carles Riba y de Ferran Soldevila. Recibió una beca en 1933 para realizar su tesis sobre literatura infantil en la Biblioteca Nacional de Madrid y, de vuelta en Barcelona, comenzó a trabajar en la biblioteca de la Universidad Autónoma de Barcelona hasta ser destituida al inicio de la Guerra Civil y se dedicó a la actividad literaria. 
Su poesía se caracteriza por su corte amoroso y la reflexión sobre la incertidumbre de la muerte en las últimas etapas de su vida. Durante la posguerra, Leveroni i Valls colaboró activamente en la resistencia cultural catalana: en 1943 contribuyó a la edición de Elegies de Bierville, de Carles Riba; en 1944 y 1945 participó en la publicación clandestina de la revista Poesía, fundada por Josep Palau i Fabre; y fue una de las fundadoras de la revista Ariel. Además de la poesía, cultivó el ensayo y la crítica literaria sobre Ausiàs March. Ganó los Juegos Florales de la lengua catalana de Londres (1947) y París (1948).
En 1982 recibió la Cruz de San Jorge y ha sido una de los primeros miembros y socia de honor de la Asociación de Escritores en Lengua Catalana (AELC).

## Obras
- Epigrames i cançons (1938)
- Presència i record (1952)
- Poesía (1981)
- Contes (1986)